# Apamea alpium
Apamea alpium är en fjärilsart som beskrevs av Franz Dannehl 1926. Apamea alpium ingår i släktet Apamea och familjen nattflyn. Inga underarter finns listade i Catalogue of Life.